# Azérat
Azérat är en kommun i departementet Haute-Loire i regionen Auvergne-Rhône-Alpes i centrala Frankrike. Kommunen ligger i kantonen Auzon som tillhör arrondissementet Brioude. År 2022 hade Azérat 294 invånare.

## Befolkningsutveckling
Antalet invånare i kommunen Azérat
| Referens: INSEE |